# NGC 7442
NGC 7442 este o galaxie situată în constelația Pegas. A fost descoperită în 24 noiembrie 1861 de către Heinrich Louis d'Arrest.